# Kitakami

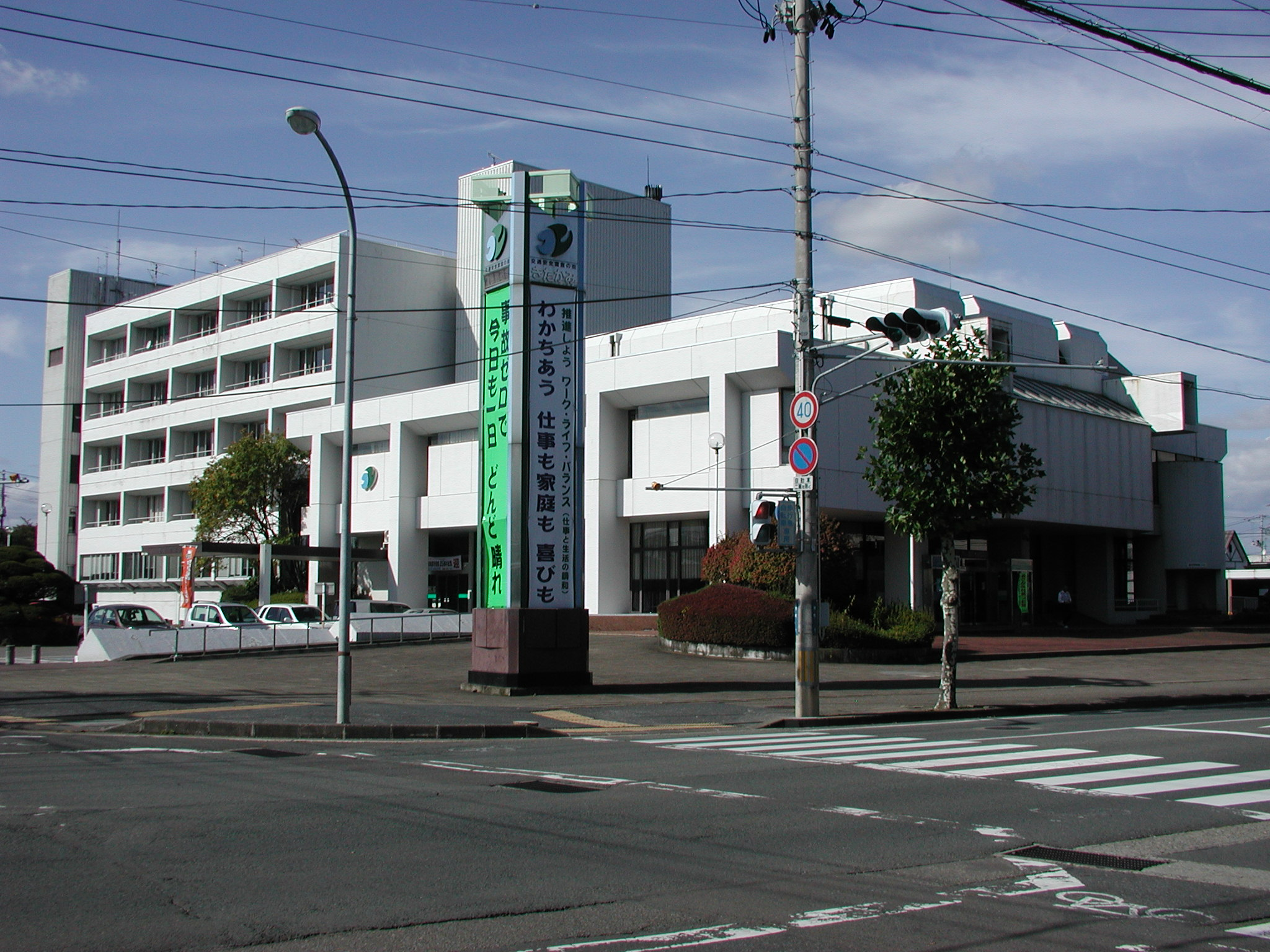
Stadshuset i Kitakami

Kitakami (japanska: 北上市?, Kitakami-shi) är en stad i prefekturen Iwate på Japans största ö Honshū.

## Historia
Kitakami grundades 1 april 1954. Staden  utökades 1 april 1991 att även omfatta byn Ezuriko och köpingen Waga.

## Sevärdheter
Staden är känd för sina Sakura som blommar i Tenshochi-parken. Parken anses vara en av de 100 bästa i Japan för att se på Sakuraträdens blomning.
Oni Kenbai är en traditionell svärddans där dansarna klär ut sig till demoner. Dansen brukar framföras på sommarfestivaler.

## Kommunikationer
Kitakami trafikeras av Tohoku Shinkansen.

## Vänorter
- Concord, Kalifornien, USA
- Shibata, Miyagi prefektur, Japan
- Sanmenxia, Henan, Kina